# Gambia na Letnich Igrzyskach Olimpijskich 1996
Gambię na Letnich Igrzyskach Olimpijskich 1996 w Atlancie reprezentowało 9 zawodników, wyłącznie mężczyzn. Najmłodszym reprezentantem tego kraju był biegacz Lamin Drammeh (17 lat 217 dni), a najstarszym – Momodou Sarr (36 lata 237 dni), również biegacz.
Był to czwarty start reprezentacji na letnich igrzyskach olimpijskich.

## Lekkoatletyka
Kobiety
- Adama N'Jie – bieg na 800 metrów (odpadła w eliminacjach)

Mężczyźni
- Lamin Drammeh – sztafeta 4 × 400 metrów
- Momodou Drammeh – sztafeta 4 × 400 metrów
- Pa Mamadou Gai – bieg na 100 metrów (odpadł w eliminacjach), sztafeta 4 × 100 metrów
- Dawda Jallow – bieg na 400 metrów (odpadł w eliminacjach), sztafeta 4 × 100 metrów, sztafeta 4 × 400 metrów
- Assan John – sztafeta 4 × 400 metrów
- Ousman Sallah – skok w dal (odpadł w eliminacjach)
- Momodou Sarr – sztafeta 4 × 100 metrów
- Cherno Sowe – sztafeta 4 × 100 metrów